# Jessica Fox
Jessica Fox (Buckinghamshire, 19 de mayo de 1983) es una actriz británica, más conocida por interpretar a Nancy Hayton en la serie Hollyoaks.

## Biografía
Jessica nació en Buckinghamshire, Reino Unido, tiene una hermana mayor. 
Es muy buena amiga de las actrices Karen Hassan y Anna Passey.
Comenzó a salir con Nicholas Willes, en noviembre de 2019 la pareja anunció que se habían comprometido y en octubre de 2020 se casaron.

## Carrera
A los 8 años Jessica apareció en el comercial Persil en España. En teatro ha aparecido en obras como Sound of Music, Les Miserables y en Oliver!.
En 1998 se unió al elenco de la serie The Worst Witch, donde interpretó a la traviesa pero buena Enid Nightshade hasta el final de la serie en 2001. Poco después interpretó a Enid de nuevo en el spinoff de la serie Weirdsister College.
El 6 de julio de 2005, se unió a la exitosa serie británica Hollyoaks, donde interpreta a la periodista Nancy Hayton hasta ahora. En 2008 y 2010, interpretó de nuevo a Nancy en el spinoff de la serie Hollyoaks Later.

## Filmografía

### Series de televisión
| Año              | Título                     | Personaje              | Notas                             |
| ---------------- | -------------------------- | ---------------------- | --------------------------------- |
| 2005-presente    | Hollyoaks                  | Nancy Hayton           | 760 episodios                     |
| 2008, 2010, 2012 | Hollyoaks Later            | Nancy Hayton           | 9 episodios                       |
| 2004             | Powers                     | Lex                    | episodio "We Are Not Alone"       |
| 2003             | Crossroads                 | Belle Wise             | -                                 |
| 2002             | Nice Guy Eddie             | Prostituta             | episodio # 1.3                    |
| 2000, 2002       | The Bill                   | Rachel Monroe          | 3 episodios                       |
| 2002             | The Forsyte Saga           | June a los 14 años     | episodio # 1.1                    |
| 2002             | Weirdsister College        | Enid Nightshade        | episodio "Good Friends"           |
| 1998 - 2001      | The Worst Witch            | Enid Nightshade        | 34 episodios                      |
| 2000             | Trial & Retribution        | Fiona Meadows a los 15 | 2 episodios                       |
| 1997             | The Phoenix and the Carpet | Anthea                 | miniserie                         |
| 1997             | Ruth Rendell Mysteries     | May a los 13 años      | episodio "May and June: Part One" |
| 1996             | The Detectives             | Estudiante             | episodio "Back to Class"          |

### Películas
| Año  | Título                     | Personaje                   | Notas                              |
| ---- | -------------------------- | --------------------------- | ---------------------------------- |
| 2001 | Back Home                  | Virginia "Rusty" Dickinson  | junto a Sarah Lancashire           |
| 1999 | Holy Joe                   | Esperanza Garcia            | junto a Joanna Garcia              |
| 1992 | The Muppet Christmas Carol | Voz del Fantasma del Pasado | junto a Don Austen y Michael Caine |

## Premios y nominaciones
| Año  | Categoría                                                 | Premio             | Serie     | Resultado |
| ---- | --------------------------------------------------------- | ------------------ | --------- | --------- |
| 2017 | Best Actress                                              | British Soap Award | Hollyoaks | Nominada  |
| 2016 | Best On-Screen Partnership (junto a Ashley Taylor Dawson) | British Soap Award | Hollyoaks | Nominados |
| 2012 | Best On-Screen Partnership (junto a Ashley Taylor Dawson) | British Soap Award | Hollyoaks | Nominados |
| 2007 | Best Actress                                              | British Soap Award | Hollyoaks | Nominada  |
| 2006 | Best Newcomer                                             | British Soap Award | Hollyoaks | Nominada  |